# Карагандинская ТЭЦ-1
Караганди́нская ТЭЦ-1 (каз. Қарағанды 1-ЖЭО, Қарағанды бірінші жылу электр орталығы, бывшая ТЭЦ шахты № 22) — электростанция местного значения. Расположена в черте города, в 3-х километрах к северо-западу от жилого района Новый город Караганды, Октябрьский район, на территории бывшей шахты имени 50-летия Октябрьской революции (шахта № 22). Электростанция входит в состав ТОО «Караганда Энергоцентр», в свою очередь, принадлежащего ТОО «Казахстанские коммунальные системы», и является одним из двух генерирующих предприятий компании и города. Выработанная станцией электроэнергия идёт на покрытие электрических нагрузок Карагандинского региона. Карагандинская ТЭЦ-1 входит в Единую энергосистему Казахстана (ЕЭС).

## История
Первой электростанцией карагандинского угольного бассейна была Карагандинская ЦЭС мощностью 11 тысяч кВт. Промышленный ток электростанция дала в октябре 1932 года.
В связи с растущей потребностью в электроэнергии было начато строительство Карагандинской ТЭЦ-1. Изначально, проектировавшаяся как котельная шахт № 22, 37, 38, электростанция предназначалась для централизованного отопления стволов шахт и снабжения их электроэнергией. В 1960-м была пущена первая очередь ТЭЦ, а в 1961-м вошла в состав районного энергетического управления «Карагандаэнерго». До 1964-го мощность станции была наращена четырьмя котлами БКЗ-50 и четырьмя турбоагрегатами.
Централизованное теплоснабжение в Караганде было организовано с 1962 года. Ввод первой очереди ТЭЦ-1 позволил провести тепловые сети к активно строившемуся Новому городу. Тепловая мощность электростанции на тот момент составляла 117 Гкал/ч, а на начало 1970-х — 440 Гкал/ч. Электрическая мощность на начало 1970-х — 36 МВт. В 1976-м ТЭЦ-1 и ТЭЦ-3 были объединены в Дирекцию эксплуатационного персонала Карагандинских ТЭЦ.

## Основные данные
Основные производственные показатели ТЭЦ на 2014 год:
- Установленная электрическая мощность — 32 МВт[7]
- Располагаемая электрическая мощность — 24 МВт[7]
- Используемая в балансе мощность — 21 МВт (2013)[8]
- Установленная тепловая мощность — 460 Гкал/ч[9]

Основной вид топлива, использующийся на станции — уголь карагандинского бассейна. Площадь золоотвалов — 21 Га.
В качестве подпиточной воды ТЭЦ-1 использует сетевую воду от обратного трубопровода Карагандинской ТЭЦ-3, что позволяет обеспечить тепловой энергией и горячей водой через два магистральных вывода 17-й микрорайон жилого района Майкудук.
Персонал станции — 323 человека. К территории ТЭЦ-1 примыкает Карагандинский турбомеханический завод. В настоящее время ТЭЦ-1 работает только в отопительный период.

### Оборудование
На ТЭЦ установлены 5 котлоагрегатов Барнаульского котельного завода. Паропроизводительность котлов — 50 т/ч; давление пара: в барабане — 44 кг/см², в паропроводе — 40 кг/см²; температура перегретого пара — 450 °C.

## Перспективы
Дефицит электроэнергии в Карагандинской области, проблемы экологического и технического характера по эксплуатации и реконструкции оборудования ставят вопрос о строительстве новой ТЭЦ в городе. Планируемое возведение Карагандинской ТЭЦ-4 должно будет компенсировать вывод закрывающейся ТЭЦ-1.
В ноябре 2015-го в СМИ появилось сообщение об инвестировании британской энергетической компании IPC 3,1 млрд долларов в строительство четырёх газотурбинных станций в Казахстане, в том числе двух в городах Караганда и Темиртау, номинальной мощностью 400 МВт каждая.
ТОО «ККС» изучаются возможности производства кокса на Карагандинской ТЭЦ-1.

## Персоналии
- В период с 1967 по 1975 на ТЭЦ-1 в должности начальника смены котельного цеха работал Герой Социалистического Труда Абдугали Байжуманов[16].